# 北京理工足球俱乐部
北京理工足球俱乐部（BIT FC）是一家位于中国首都北京市的足球俱乐部，成立于2000年，前身为北京理工大学足球队，曾连续9年参加中乙联赛，现参加中国足球乙级联赛，在行政结构上属于北京理工大学管理与经济学院。

## 球队历史
球队为北京理工大学的一支业余足球校队，亦是参加全国大学生足球联赛和中甲联赛的球队，曾多次成功卫冕大学生足球联赛冠军，绰号「学生军」。球队的经济来源主要包括校方拨款、企业赞助和毕业校友的捐款。队员们平时都是边上学边参加训练和比赛，球队只象征性地给他们每月发放400元的生活补助。球队在2000年成立时由20名“特招生”球员组成，球队每年从北京理工大学获得10万元预算作为参加大学生联赛的经费。而这批“特招生”来源自球队的前身人大附中三高足球俱乐部。随即成为国内大学生赛事的强队。在2001-2006年，北京理工夺得了其中五次的大学生联赛冠军。
2003年，中国足协决定以北京理工足球队队员为主体组建参赛球队參加世界大学生运动会。造就球队在2003年7月聘请“甲A时代”的京城名帅金志扬执教，这一次原本被认为仅具有短期性质的合作，使金志扬意识到有可能在北理工试验一种新的球员培养模式，于是决定与球队进行长期的合作。
2006年，北京理工开始参加乙级联赛冲击职业联赛，在全部30名球员中由8名研究生、22名大学生组成，可以說是中国职业足坛学历最高的球队。同年10月31日，北京理工以点球淘汰天津火车头，取得升上明年中国足球甲级联赛的资格並最终夺得乙级联赛冠军。一支校级业余球队可以打入职业足球联赛，在中国足坛也引起了广泛讨论，由于北京理工的成功令中国足协对乙级联赛进行了改制容许大学球队参加決赛階段的比赛(但这项规则只在2007-2009年三个赛季实行，2010年由于参加乙级联赛的球队太少这项规则最终被取消)。当北理工升上中甲联赛之后随即出现一系列难题，原因是教育部规定高校不允许拥用职业球队，但教育部还是以球队组成人员都是大学生而非职业球员，所以不必受到规定的约束为理由把北京理工挂在大学生体育协会进行管理，容许北京理工参加职业联赛。另一方面是中甲联赛的准入资格规定，参赛球队首先必须以俱乐部形式注册，然后需要拥有容量超过两万人的专业球场，还要有完备的梯队建设，但北京理工却根本不符合这些规定，但在中国足协特別准许下北京理工顺利得到中甲联赛的参赛资格。
2007年初，由于参加职业联赛较大学生联赛需要更多的经费，于是北京理工大学开始寻找赞助商。球队与北京华旗资讯数码科技有限公司签订为期2年总价600万元的赞助合同，每年的赞助费是300万。以华旗资讯下属著名数码品牌爱国者冠名北京爱国者大学生的名义首次参加中国足球甲级联赛，並在首场中甲比赛中令人惊奇的以1-0击败了老牌甲级球队南京有有，最終位列联赛第11名。
2009年，北京理工大学更換冠名商为贵人鸟，以北京贵人鸟大学生的名义参加中国足球甲级联赛，但赞助费依然是每年300万。在赛季末，曹限东离开球队主教练的位置。
2010年，球队由中国国少队主教练张宁兼职主教练。由于本赛季球队沒有找得赞助商，只有北京体育局提供的400万元。受困资金短缺，北京理工很难签到好外援，只能用外国留学生，连续三年都是惊险保级。张宁在带领球队惊险保级后原本有望留任，但因经济上的原因，最终无缘学生军。
2011年，球队重新获得了赞助合同，从两个赞助商361°和AOC可以共获得550万元的赞助费。2011年6月，北京理工大学获得了全国大学生联赛的冠军也是时隔五年后再度夺得冠军，以北京理工大学球员为主体组成的中国大运足球队参加同年8月在深圳举行的世界大学生运动会足球项目，結果在1/4决赛以2-3憾负日本队于八强止步。
2015年中甲联赛第三十轮，球队击败江西联盛，但由于在胜负关系上被湖南湘涛力压，最终在中甲打拼了九年后降级。
2016年、2017年球队在中乙比赛中由于赛程原因均发挥不佳，均为中乙北区第8名，总排名第15名，进入2018年后，形势更加恶化，但保级不是问题，2018与2019两个赛季分别位列第23与第22名。
2020年，球队发挥出色，以海埂赛区第2名身份进入冠军争夺阶段，然而在半决赛两回合分别以1-2、0-0的比分结束，总比分1-2负于武汉三镇未能进入决赛。在季军争夺战中，常规时间内与对手南京枫帆战成1-1的平局，在加时赛中被对手进球，最终120分钟内以2-1的比分落败。球队本无缘进入2021年中甲联赛，但随着内蒙古中优、泰州远大以及北京橙丰的解散，球队通过递补时隔5年重回中国足球甲级联赛。

## 招收人才
北京理工主要是针对具有足球特长的中学进行招生，并且在全国范围内进行招生。除此之外，北京理工也会争取吸收一些曾在职业俱乐部梯队的球员。不过这批球员往往是被其他职业俱乐部所淘汰的球员。由于财力和政策所限，北京理工无法像其他中甲球队一样引进高价外援球员。

## 俱乐部历年战绩
| 年 份  | 事 件                                          |
| ------ | ---------------------------------------------- |
| 2001年 | 第一届全国大学生足球联赛季军。                 |
| 2002年 | 第二届全国大学生足球联赛冠军。                 |
| 2003年 | 第三届全国大学生足球联赛冠军。                 |
| 2004年 | 第四届全国大学生足球联赛冠军。                 |
| 2005年 | 第五届全国大学生足球联赛第4名。                |
| 2006年 | 第六届全国大学生足球联赛冠军。                 |
| 2007年 | 中国足球甲级联赛，第11名。                     |
| 2008年 | 中国足球甲级联赛，第7名。                      |
| 2009年 | 中国足球甲级联赛，第8名。                      |
| 2010年 | 中国足球甲级联赛，第12名。                     |
| 2011年 | 中国足球甲级联赛，第13名。                     |
| 2012年 | 中国足球甲级联赛，第14名。                     |
| 2013年 | 中国足球甲级联赛，第9名。                      |
| 2014年 | 中国足球甲级联赛，第9名。                      |
| 2015年 | 中国足球甲级联赛，第15名。降级。               |
| 2016年 | 中国足球乙级联赛，北区第8名，排位赛第15名。    |
| 2017年 | 中国足球乙级联赛，北区第8名，排位赛第15名。    |
| 2018年 | 中国足球乙级联赛，北区第11名，排位赛第23名。   |
| 2019年 | 中国足球乙级联赛，北区第10名，排位赛第22名。   |
| 2020年 | 中国足球乙级联赛，海埂赛区第2名，排位赛第4名。 |

## 球员名单
更新日期：2014年7月31日 
| 号码   | 国籍   | 球员姓名 | 出生日期      | 身高(cm) | 体重(kg) | 加盟年份 | 前属球队     | 出生地       |
| 守门员 | 守门员 | 守门员   | 守门员        | 守门员   | 守门员   | 守门员   | 守门员       | 守门员       |
| ------ | ------ | -------- | ------------- | -------- | -------- | -------- | ------------ | ------------ |
| 1      | 中国   | 燕翔山   | 1992年3月18日 | 186      | 80       | 2011     | 天津泰达     | 北京         |
| 22     | 中国   | 刘天鑫   | 1989年5月31日 | 187      | 78       | 2007     | 人大附中三高 | 北京         |
| 40     | 中国   | 池泳     | 1992年6月25日 | 186      | 90       | 2012     |              | 北京         |
| 后卫   |        |          |               |          |          |          |              |              |
| 2      | 中国   | 刘力嘉   | 1987年1月28日 | 185      | 75       | 2007     |              | 沈阳         |
| 3      | 中国   | 李杰珺   | 1993年11月3日 | 178      | 75       | 2014     |              | 北京         |
| 4      | 中国   | 卢斌     | 1985年1月15日 | 186      | 78       | 2006     | 天津泰达     | 天津         |
| 10     | 中国   | 郭子印   | 1992年8月12日 | 186      | 80       | 2010     |              | 北京         |
| 14     | 中国   | 崔博宇   | 1990年11月7日 | 170      | 60       | 2011     |              | 北京         |
| 15     | 中国   | 孙正傲   | 1994年3月8日  | 173      | 58       | 2014     | 杭州绿城     | 青岛         |
| 19     | 中国   | 何子超   | 1992年6月19日 | 180      | 80       | 2012     |              | 北京         |
| 20     | 乌拉圭 | 纳萨里奥 | 1983年1月12日 | 185      | 80       | 2013     |              |              |
| 23     | 中国   | 解文恺   | 1992年5月9日  | 181      | 64       | 2011     |              | 北京         |
| 25     | 中国   | 崔梦旭   | 1990年2月3日  | 187      | 73       | 2009     |              | 北京         |
| 26     | 中国   | 静轩     | 1991年1月10日 | 180      | 76       | 2011     |              | 河北         |
| 28     | 中国   | 韩伟林   | 1994年7月8日  | 180      | 78       | 2014     |              | 延吉         |
| 前卫   |        |          |               |          |          |          |              |              |
| 6      | 中国   | 孟洋     | 1989年7月16日 | 183      | 74       | 2014     | 北京国安     | 山东         |
| 7      | 中国   | 韩光徽   | 1990年1月24日 | 183      | 75       | 2008     | 延吉一中     | 延吉         |
| 8      | 乌拉圭 | 古铁雷斯 | 1983年8月18日 | 172      | 66       | 2014     |              | 蒙得维的亚   |
| 13     | 中国   | 李思晨   | 1993年6月23日 | 180      | 70       | 2012     |              | 北京         |
| 18     | 中国   | 王超     | 1986年3月12日 | 188      | 77       | 2008     | 北京国安     | 天津         |
| 21     | 中国   | 王志鹏   | 1993年1月26日 | 174      | 52       | 2014     | 杭州绿城     | 江苏         |
| 24     | 中国   | 金迪川崎 | 1993年4月5日  | 178      | 70       |          | 八一中学     | 北京         |
| 27     | 中国   | 陈子轩   | 1993年6月15日 | 179      | 70       |          |              | 北京         |
| 33     | 中国   | 李毅     | 1991年1月14日 | 176      | 65       | 2014     | 陕西大秦     | 陕西         |
| 39     | 中国   | 李湘彬   | 1991年3月17日 | 172      | 68       | 2013     | 重庆力帆     | 重庆         |
| 前锋   |        |          |               |          |          |          |              |              |
| 5      | 中国   | 王伟     | 1991年2月9日  | 192      | 81       | 2011     |              | 黑龙江       |
| 11     | 中国   | 李想     | 1991年1月25日 | 183      | 71       | 2014     | 沈阳东进     | 北京         |
| 12     | 中国   | 姜胜     | 1989年5月11日 | 178      | 62       | 2014     | 武汉卓尔     | 武汉         |
| 17     | 中国   | 胡明     | 1990年8月17日 | 183      | 75       | 2011     |              | 北京         |
| 29     | 中国   | 裴徐俊杰 | 1993年8月1日  | 180      | 79       | 2014     |              | 陕西         |
| 30     | 乌拉圭 | 科伦波   | 1985年4月12日 | 181      | 71       | 2014     |              | 梅赛德斯(乌) |

## 曾使用名稱
- 2000-2006年，北京理工大学
- 2007-2008年，北京爱国者大学生
- 2009年，北京贵人鸟大学生
- 2010年，北京理工大学
- 2011年，北京361°大学生
- 2015年，北京理工鑫苑